# Gittenbergia
Gittenbergia is een geslacht van lucht ademende op land levende slakken uit de familie Helicidae. Het is een weekdier, maar kan door zich in het bekende huisje terug te trekken, enigszins beschermen. De tot nu toe enige bekende soort binnen dit geslacht meet 2 millimeter en is wit van kleur. Zij komt op uiteenlopende plaatsen, maar wel op grote hoogte, binnen Europa voor.

## Soorten
De enige uit dit geslacht beschreven soort is Gittenbergia turriplana.

## Herkomst naam
Gittenbergeria is vernoemd naar de Nederlandse bioloog Edmund Gittenberger. Tijdens een onderzoek kwamen Gittenberger en zijn Italiaanse collega Folco Giusti een klein slakje tegen dat zij op veel meer plaatsen tegenkwamen, maar dat toch niet beschreven en benoemd was. Gittenberger meende dat het slakje tot het geslacht Planogyra behoorde, maar Giusti meende dat het bij Vallonia hoorde. Later publiceerde Giusti de ontdekking als een nieuwe soort in een nieuw geslacht, met als geslachtsnaam dus Gittenbergia.